# ۱۳۷۶ (قمری)
۱۳۷۶ (قمری)، هزار و سیصد و هفتاد و ششمین سال در گاهشماری هجری قمری است. اول محرم این سال برابر با هشتم اوت سال ۱۹۵۶ میلادی است.

## زادگان
- شیخ سلمان العوده
- اسامه بن لادن
- شیخ سلمان العوده